# ویژوال بیسیک
ویژوال بیسیک (به انگلیسی: Visual Basic) توسعه یافته زبان برنامه‌نویسی بیسیک می‌باشد. بیسیک توسط جان کمنسینی و توماس کارتز از کالج درنتموث برای نوشتن برنامه‌های ساده ایجاد شد. طراحی آن از اواسط دهه ۱۹۶۰ آغاز گردید.
ویژوال بیسیک تا نسخهٔ ۳ به صورت ۱۶ بیتی بود. از نسخهٔ ۵ به بعد فقط ویرایش ۳۲ بیتی آن ارائه شد (نسخهٔ ۴ هم به صورت ۱۶ بیتی و هم به صورت ۳۲ بیتی عرضه شده‌بود).
ویژوال بیسیک ۲ از نسخه ۶ به بعد بر پایه چارچوب دات‌نت (NET.) ارائه خواهد شد.
اگر چه با ظهور ویژوال بیسیک دات نت اکثر برنامه‌نویسان ویژوال بیسیک ۶ به آن گرویدند، ولی نسخه ۶ همچنان طرفداران ویژهٔ خود را جهان دارد که تاکنون در بین کلی از زبان‌های برنامه‌نویسی یک مورد خاص به حساب می‌آید.
ویژوال بیسیک برای توسعه سریع نرم‌افزار (RAD یا Rapid Application Development) بر پایه رابط گرافیگی کاربر (GUI یا Graphical User Interface) توسعه داده شد. دسترسی آسان و سریع به پایگاه دادهها با استفاده از DAO ,RDO یا ADO و ایجاد کنترل‌های اکتیو ایکس از جمله مواردی هستند که این زبان را برای RAD مناسب کرده‌اند.
برنامه‌نویسی در ویژوال بیسیک به صورت برنامه‌نویسی رویدادمحور و برنامه‌نویسی شیءگرا می‌باشد.
در برنامه‌نویسی تجاری، ویژوال بیسیک جز محبوب‌ترین‌ها است. بنابر آماری که در سال ۲۰۰۸ منتشر شد، ۵۶٪ از برنامه‌های تجاری با استفاده از این زبان تولید شده‌اند.

## ویژگی‌های خاص
- ویژوال بیسیک به دلیل خاصیت (Native Code) جز معدود زبان برنامه‌نویسی هست که فایل خروجی آن بدون هیچ گونه نیازی به نرم‌افزار جانبی قابلیت اجرا بر روی تمامی نسخه‌های سیستم عامل‌های ویندوز را دارد، از ویندوز ۳ تا ویندوز ۱۱
- حجم برنامه‌های خروجی تولید شده توسط کامپایلر بسیار کم حجم است؛ که در خام‌ترین حالت ۱۲ کیلوبایت است.
- تنها زبان برنامه‌نویسی که قابلیت کار با مجموعه آفیس ویندوز را دارد.

## نمونه برنامه ویژوال بیسیک

محیط برنامه‌نویسی ویژوال بیسیک ۶ در ویندوز ۸

برنامه‌ای بنویسید که کلیه مقسوم علیه‌های اعداد ۴۰۹ و ۹۰۶ را چاپ کند .
```
 
Private
 
Sub
 
Form_Paint
()

    
For
 
i
 
=
 
1
 
To
 
409

        
If
 
409
 
Mod
 
i
 
=
 
0
 
Then

            
Print
 
i
;

        
End
 
If

    
Next
 
i

    
Print

    
For
 
j
 
=
 
1
 
To
 
906

        
If
 
906
 
Mod
 
j
 
=
 
0
 
Then

            
Print
 
j
;

        
End
 
If

    
Next
 
j

 
End
 
Sub

```

## نمونه سورس‌ها و توابع
کد مرتبط با نمایش پیغام
```
msgbox
 
"Hello world and Iran"

```

کد مرتبط با گرفتن اطلاعات
```
Inputbox
 
(
"Please Enter Your Name"
)

```

نحوه کار بار دستور شرطی
```
if
 
نوع
 
عملیاتی
 
که
 
باید
 
بررسی
 
کند
 
Then

اجرای
 
کد

Else

اجرای
 
کد
 
در
 
صورت
 
نادرست
 
بودن
 
شرط

End
 
If

```

نمونه کد حلقه FOR
```
For
 
a
=
1
 
to
 
10

Print
 
a

Next
 
a

```

اجرای برنامه تحت داس
```
Shell
 
"OSK"

'با این دستور کیبورد ویندوز باز می‌شود

```

تابع DATEDIFF برای بررسی ۲ تاریخ
```
Datediff
 
(
"h"
,
"1390/4/18"
,
"1392/12/30"
)

'Datediff (نوع محاسباتی که می‌خواهد انجام دهد که اینجا اختلاف ساعت را بین 2 تاریخ برمی‌گرداند، تاریخ اول، تاریخ دوم)

```